# Viticulture en Géorgie

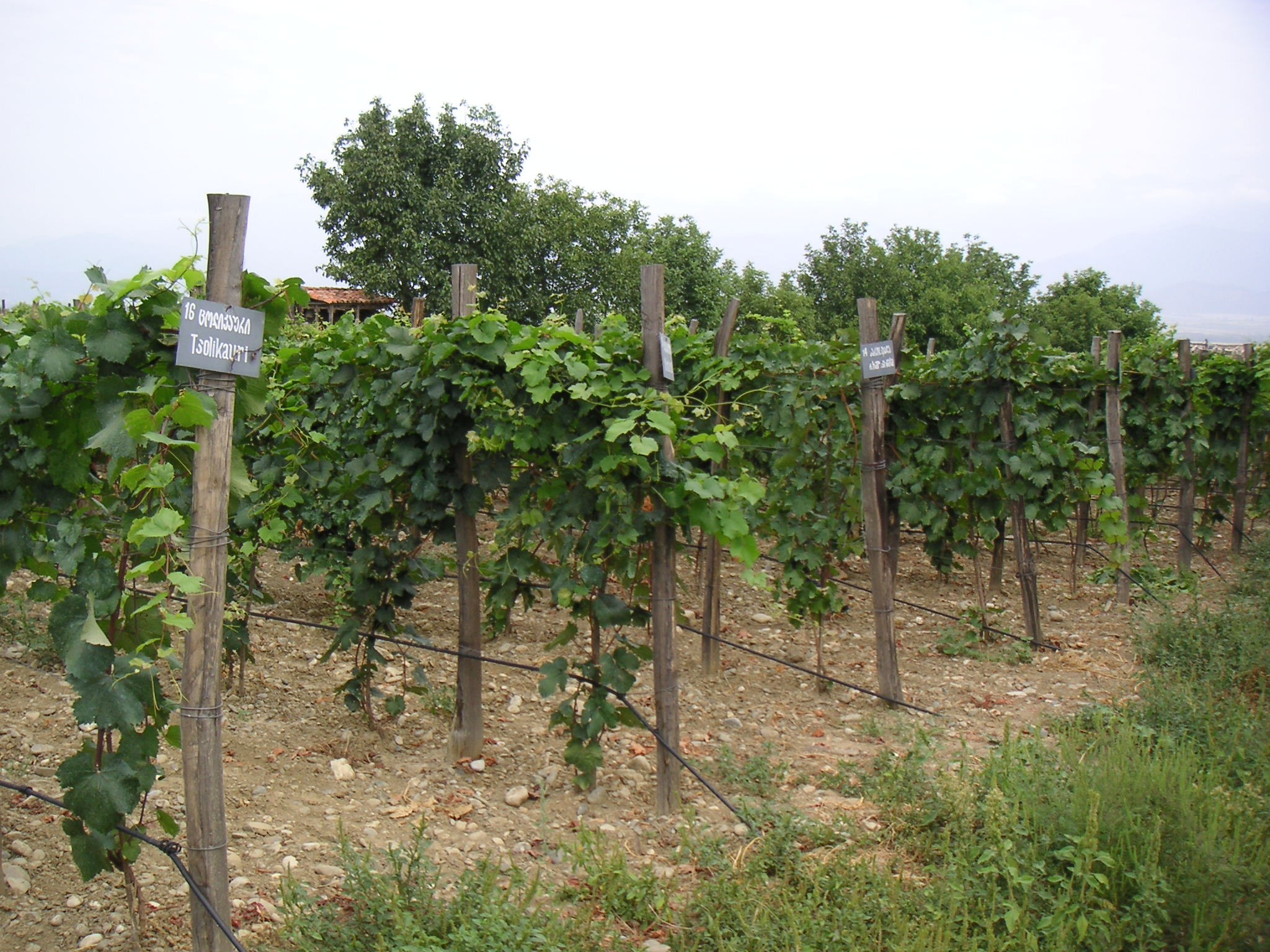
Vignes en Géorgie

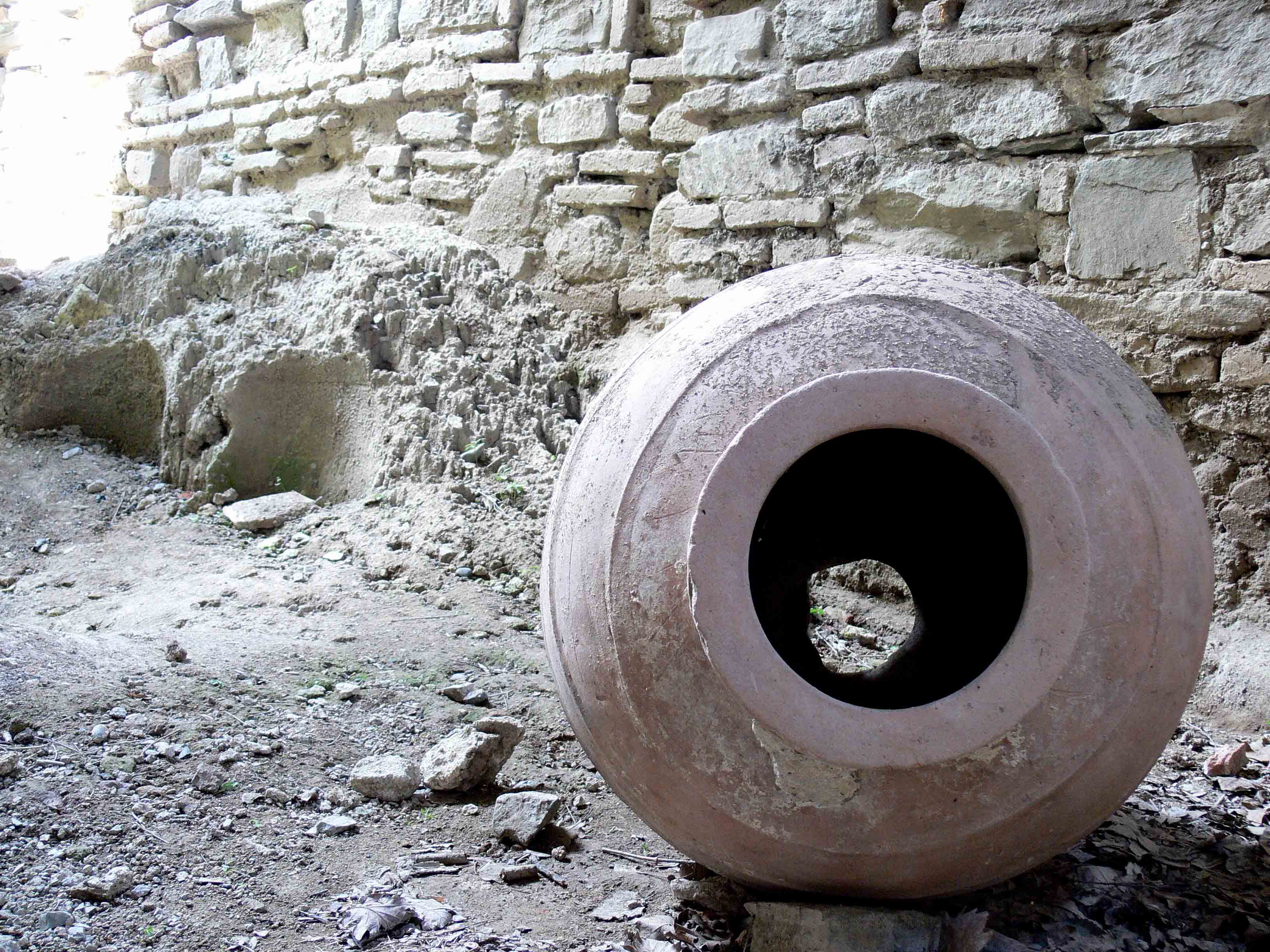
kvevri (jarre - cuves de vinification et d'élevage en terre cuite) de Géorgie.

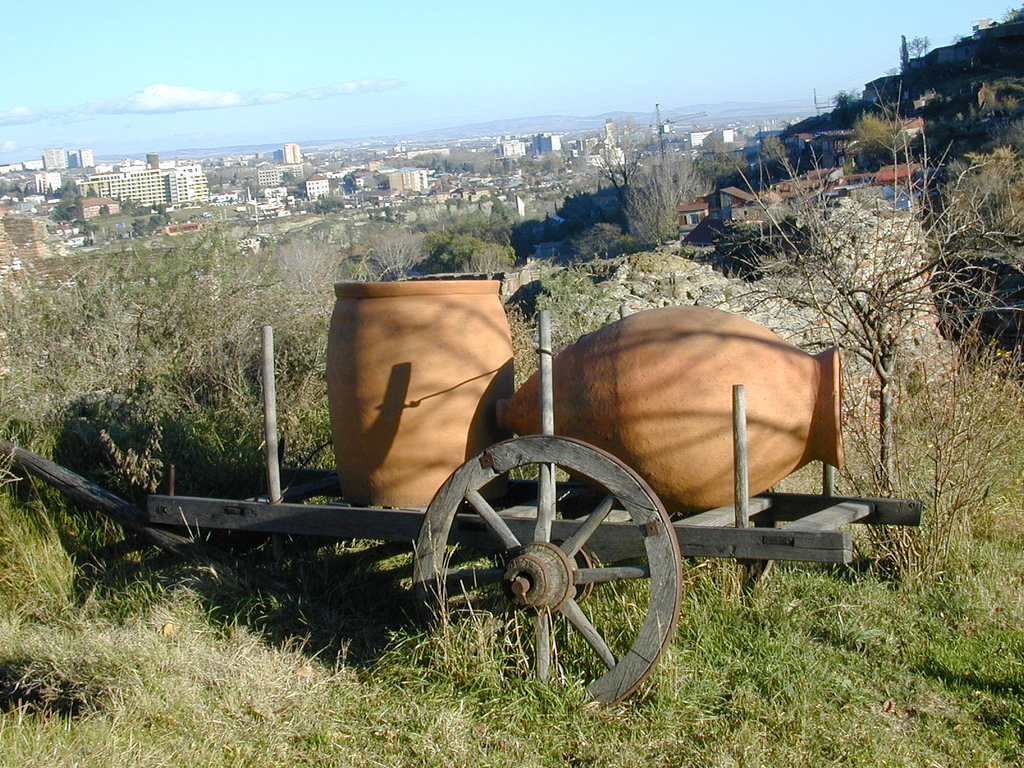
kvevri (jarre) contemporain de Géorgie

La viticulture en Géorgie est l'une des plus anciennes au monde. Les premières traces de viticulture et de vinification datent d’il y a 8 000 ans, avec la production de vins en kvevri (grande jarre de vin), ce qui correspond à la première vinification au monde. Les découvertes archéologiques amènent à considérer la région comme le berceau du vin et de la vigne domestiquée. Ses vignes couvrent actuellement 100 000 hectares et le pays compte 540 cépages authentifiés. La plus grande partie des vins est vinifiée encore selon la méthode ancestrale.

## Terroir et vins
Les vignobles se sont implantés notamment en Kakhétie, Kartlie et Iméréthie. La Kakhétie produit des vins de terroir dont le gourdjaani, le tsinandali, qui sont des vins blancs, ainsi que les napureouli, mukuzani et mzane qui sont vinifiés en rouge.

## Histoire

### Préhistoire et antiquité

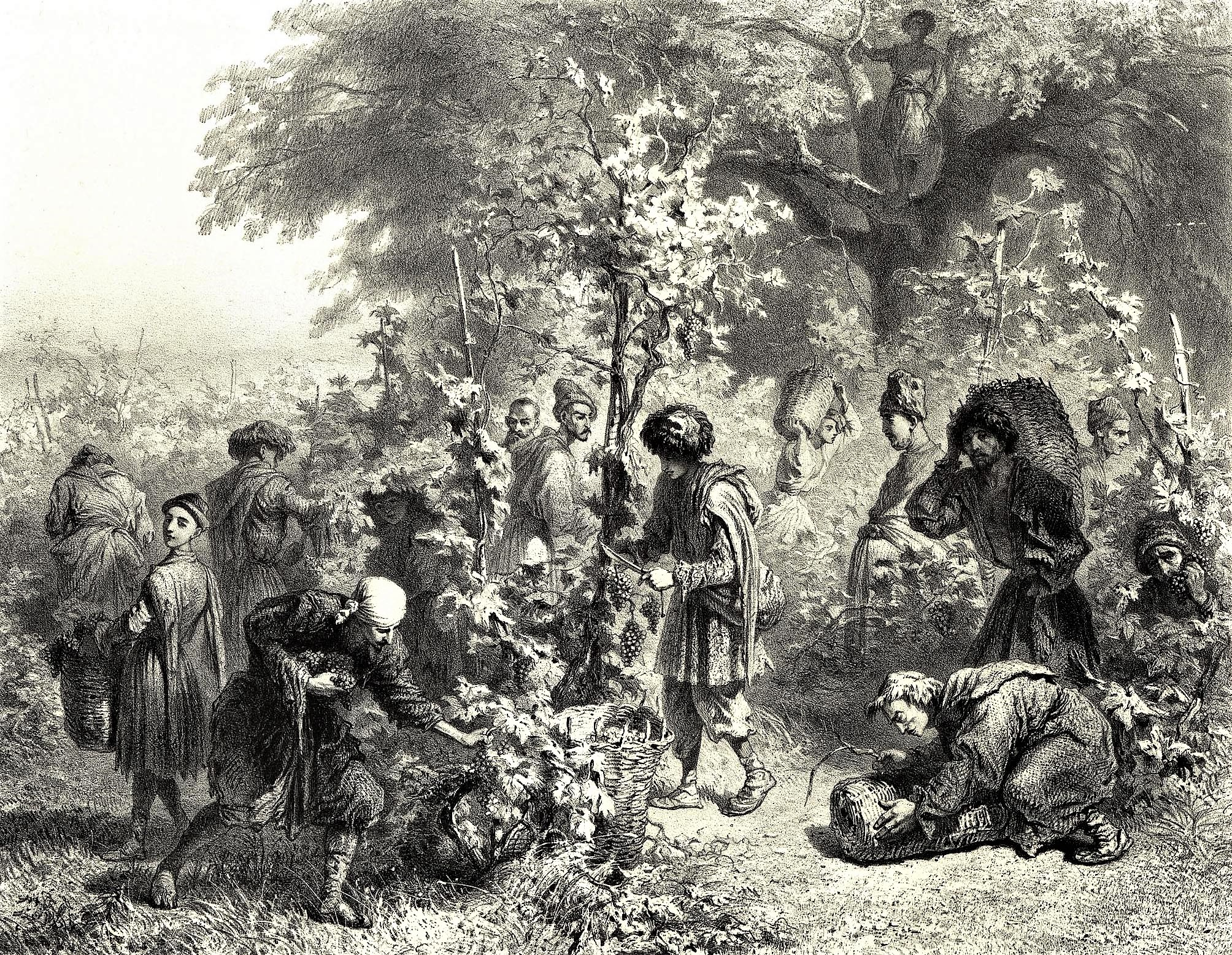
Au XIXe siècle, vendanges à l'orée des bois, en Kakhétie, (Géorgie), une tradition vieille de plus de vingt-cinq siècles

Une majorité de linguistes estime que l'étymologie du mot « vin » vient du mot géorgien définissant le vin : gvino (en géorgien : ღვინო).
Le Français Jean Chardin, joaillier du shah de Perse Shah Abbas II et de Charles II, roi d’Angleterre, publia, en 1686, Récit de voyage de Paris à Ispahan, dans lequel il donnait son opinion sur les vins de la Géorgie (Colchide) : « Il n’est pas de pays où l’on boive davantage et de meilleurs vins ». Il avait observé que les vignerons géorgiens « creusaient les plus grands troncs des grands arbres dont ils se servent à la place des cuves. À l’intérieur, ils écrasent et pressent les grappes, puis ils versent le jus dans des grandes jarres en terre qu’ils ensevelissent dans leur maison ou tout à côté. Et quand le vaisseau est plein, ils le ferment avec un couvercle de bois, puis déposent de la terre dessus ».

### Période moderne
La production des vignobles géorgiens, encouragée par les autorités nationales, notamment par l'apport de capitaux étrangers, retrouve une qualité perdue à l'époque soviétique. Ainsi en 2017, la Géorgie enregistre un record d'exportation de bouteilles de vin, 76,7 millions vers 53 pays, soit + 54 % en volume et + 49 % en recettes (170 millions de dollars).
De 2006 à 2013, la Russie qui représente 80 % de l'exportation interdit l'import des vins moldaves et géorgiens.

## Vinification traditionnelle

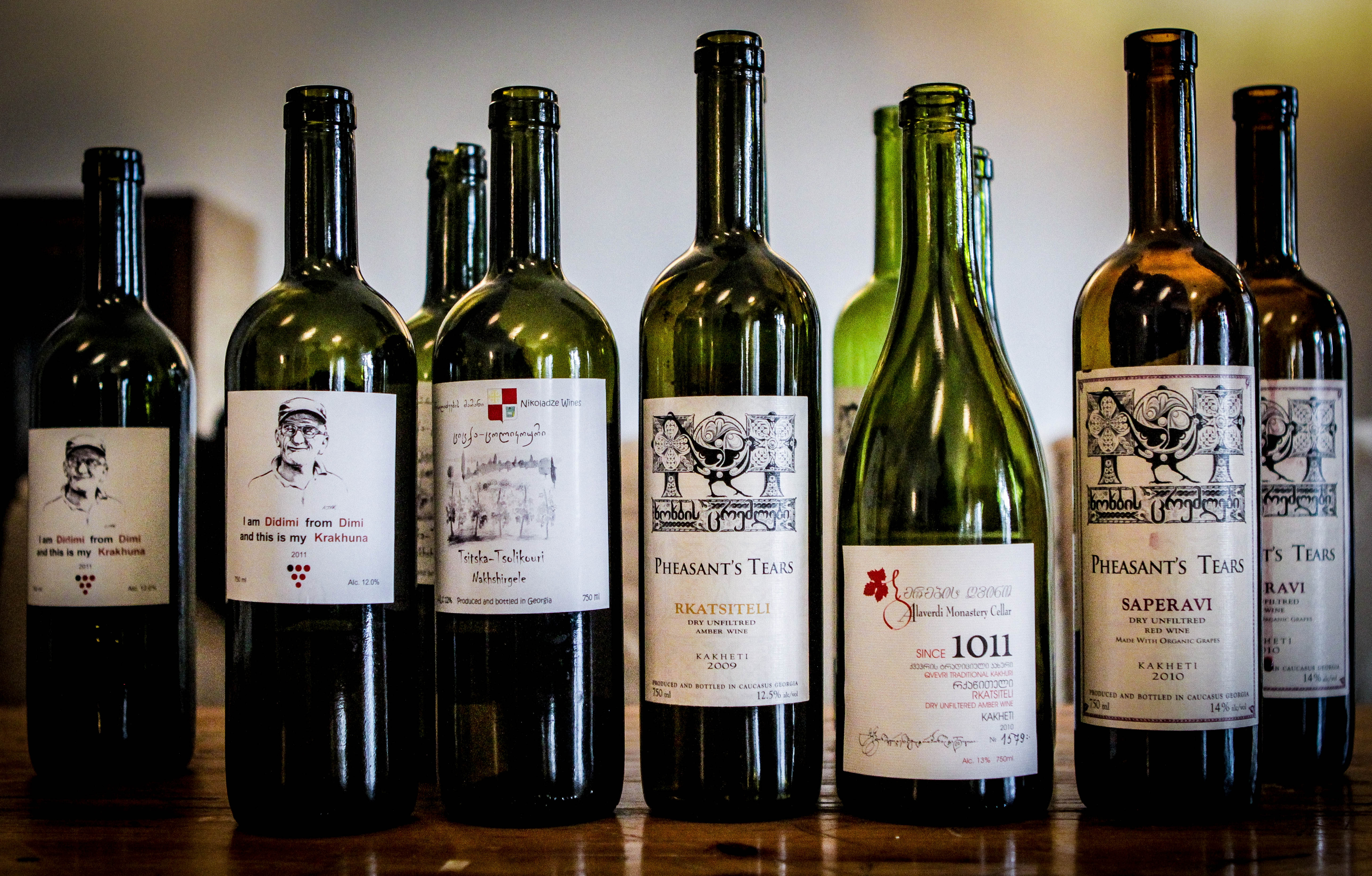
Vins géorgiens à une exposition internationale

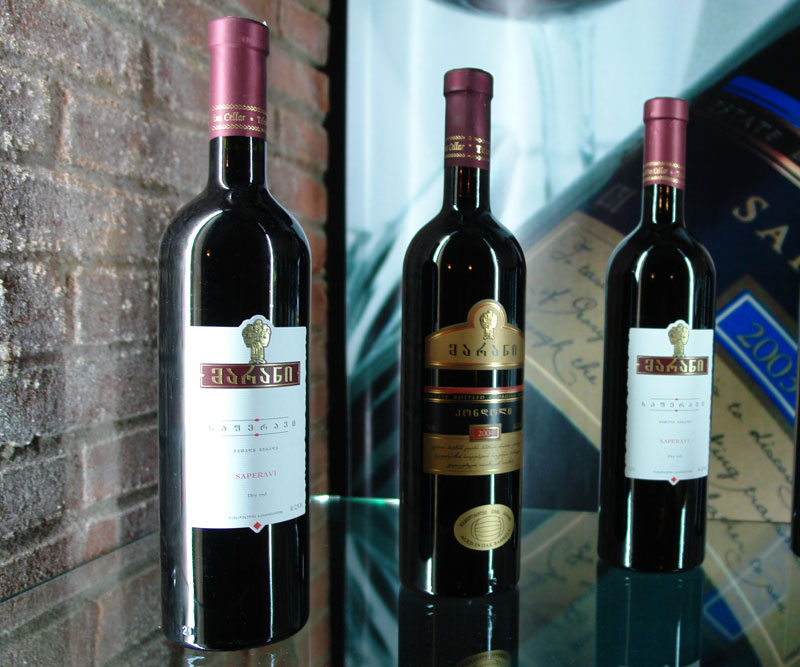
Vins géorgiens

Tout au long de l'été, chaque viticulteur aménage son marani, c’est-à-dire sa cuve à vin. Il est constitué de troncs d’arbre évidés, à l’ombre des lauriers, dans lequel les raisins sont apportés dans de longs paniers coniques.
À côté, les kvevris, jarres à vin enfouies dans le sol jusqu’au col et surmontées d’une taupinière de terre, sont dégagées. Un bouchon de chêne les obture. Nettoyés avec un bouchon de paille, les kwrevris sont ensuite complètement remplis avec le raisin foulé. Celui-ci va fermenter au frais et rester en terre tout l'hiver.
Au printemps le vin est transvasé dans d'autres kwevris, au moyen d'une calebasse, tandis qu’est laissé dans la première jarre le marc (peaux et rafles), source de la tchatcha, déjà redoutée par les Ibères, ancêtres des Géorgiens.
Sous sa taupinière, scellé dans sa jarre, enterré dans le sol frais du marani ombragé, le vin pouvait se conserver presque indéfiniment.

## Régions de production

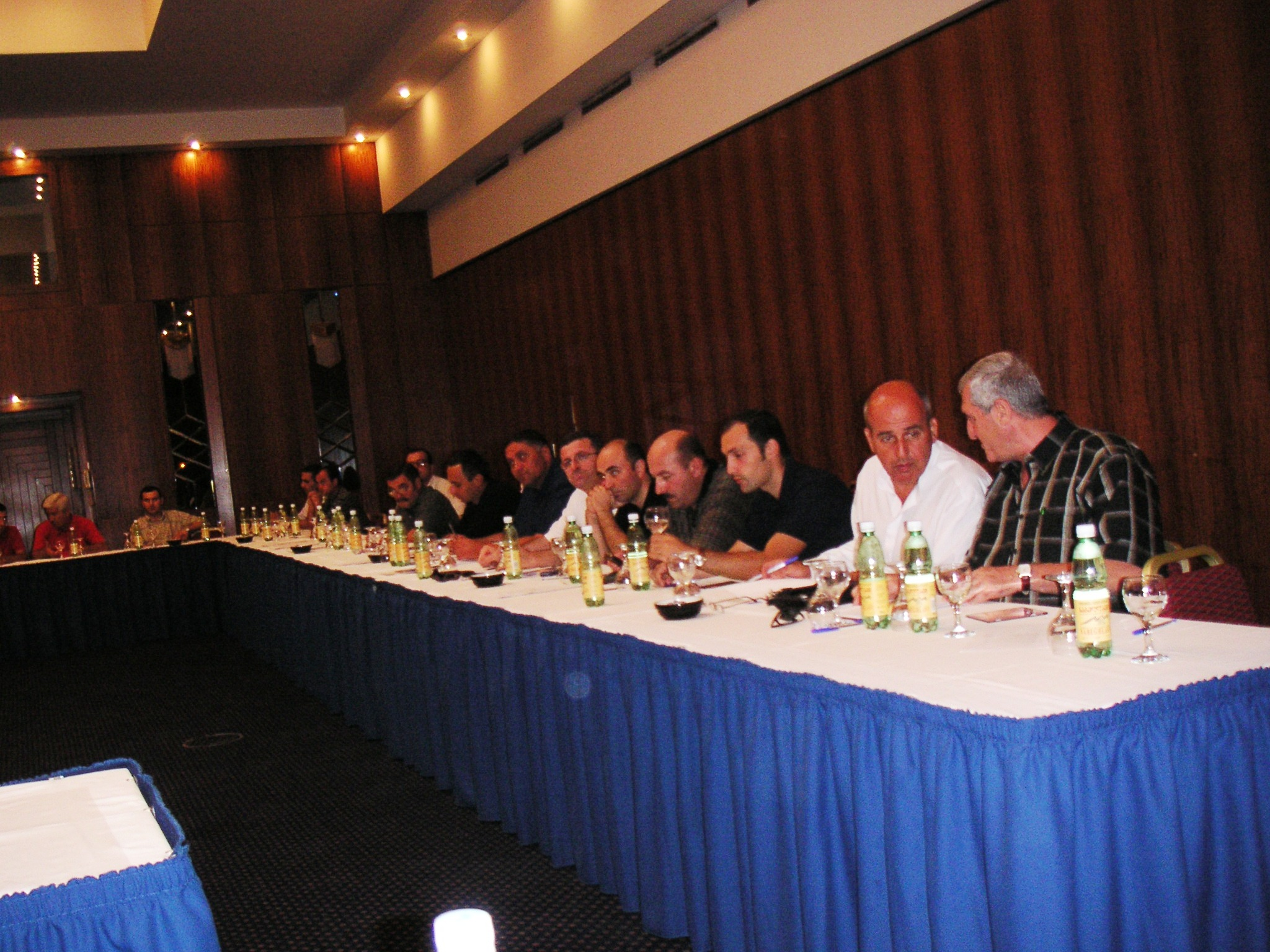
Dégustation des vins de Géorgie

La Géorgie compte six grandes régions productrices de vin :
- Kakhétie avec les micro-régions de Telavi et Kvareli
- Kartlie
- Iméréthie
- Ratcha-Letchkhoumie et Basse Svanétie
- Abkhazie
- Adjarie

### Sites internet
- (en + ka) Le site de l'association viticole géorgienne
- "Hvino News" - Nouvelles du vin de la République de Géorgie en anglais, base de données des producteurs et des importateurs, forum public
- Le vin sur les timbres de Géorgie

### Vidéos
- [vidéo] « La Georgie » sur Voyage, 2002, 52 min.
- [vidéo] « À la source du vin » sur France 3, 2014, 52 min.